# Brennus

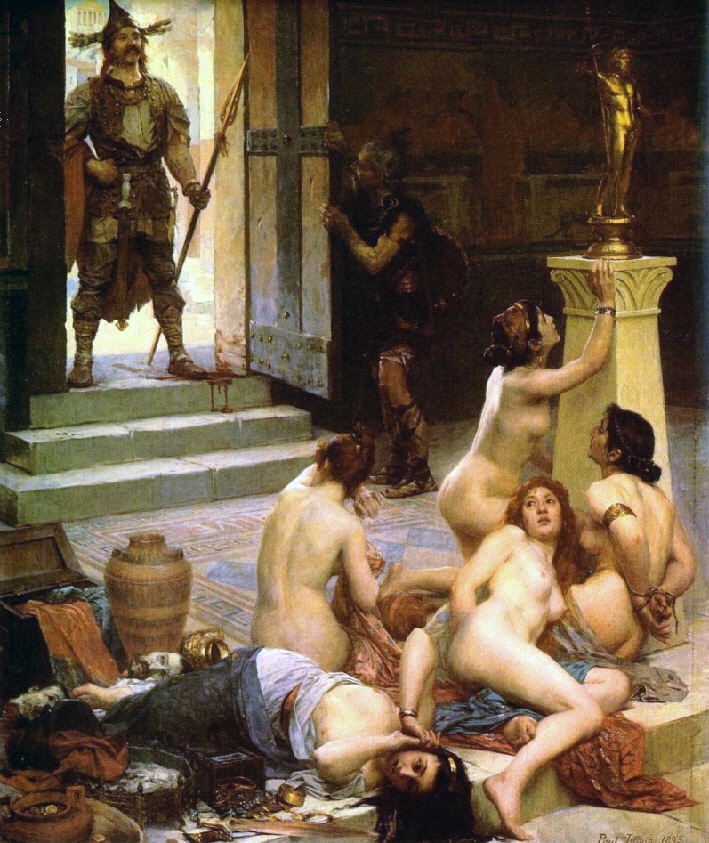
Obraz Brenna a jeho podílu na kořisti vypleněného Říma, Paul Jamin, 1893

Brennus byl náčelníkem Senonů, galského kmene sídlícího na západním pobřeží Jaderského moře, který se v roce 387 př. n. l. vypravil z Předalpské Galie, porazil Římany v bitvě u řeky Allie a následně vydrancoval samotný Řím. Podle některých současných teorií nebylo slovo Brennus jménem, nýbrž pouze titulem. Dále se vyskytují pochybnosti o tom, zda tomuto galskému náčelníku nebylo přisouzeno jméno podle jiného Brenna, jenž na začátku 3. století př. n. l. vedl Kelty během jejich invaze do Řecka.
Na jaře roku 387 př. n. l. (podle tradičního, ale nesprávného data v roce 390 př. n. l.) prý Brennus přitáhl v čele nespočetného zástupu Galů k etruskému městu Clusium (dnešní Chiusi), jež se nacházelo asi 150 kilometrů severně od Říma. Je třeba poznamenat, že většina starověkých pramenů a materiálů od dějepisců, jako byli Livius, Polybios nebo Diodóros, byla značně ovlivněna různými mýty a obzvláště v případě Livia se vyznačovala silnou zaujatostí ve prospěch Římanů. Zda bylo Clusium cílem Galů, či pouhou zastávkou při tažení na Řím, není jasné. Každopádně Galové se přiblížili k městu a zahájili obléhání. Etruskové mezitím zanechali svých sporů a obrátili se na římský senát se žádostí o pomoc. Ten následně vyslal tři své emisary, kteří měli vyjednávat s Brennem. Diodóros však tvrdí, že tito tři muži byli ve skutečnosti zvědové, jejichž úkolem bylo určení síly Galů. Nehledě na důvod jejich příchodu do tábora Galů, došlo mezi nimi a barbary zřejmě k rozepři. Po vzájemné výměně urážek se Římané zapletli do menší potyčky, při níž byl jeden z keltských náčelníků zabit. Vyslanci se nato vrátili do Říma, aniž by čehokoli dosáhli. Brennus prý poslal do Říma své zástupce, jejichž prostřednictvím požadoval vydání oněch tří mužů, nicméně byl odmítnut. Nedlouho poté zanechali rozlícení Galové dobývání Clusia a vydali se k Římu, kde se hodlali pomstít.
Barbaři brzy napadli římské území a začali ohrožovat samotný Řím. Asi 10 kilometrů severně od města se shromáždilo početně slabší římské vojsko pod velením Aula Quinta Sulpicia, které v bitvě na březích řeky Allie utrpělo drtivou porážku z rukou Galů. Datum konání bitvy, 18. červenec, vstoupilo do římských dějin jako dies ater („černý den“). Několik římských obránců se uchýlilo na pahorek Kapitol, zatímco obyvatelstvo Říma prchalo městskými branami k Vejím a do okolní krajiny. Brennovi Galové mezitím pronikli do Říma, přitom zmasakrovali zbývající obyvatele a plenili a zapalovali vše, co jim přišlo do cesty. Brzy poté se Brennus pokusil ztéci silně opevněný Kapitol, avšak byl odražen.
Galové drancovali Řím a jeho okolí dalších sedm měsíců. Ovšem série útoků na Kapitol skončila neúspěchem. Během jedné noci byl galský přepad prozrazen kejháním posvátných hus z chrámu bohyně Junony. Římané poté Brennovi nabídli vyjednávání o podmínkách odchodu Galů. Brennus souhlasil a vymínil si na Římanech výkupné ve výši 1000 liber zlata (327 kilogramů zlata). Důvodem Brennovy ochoty mohla být epidemie úplavice šířící se mezi barbary, případně ohrožení galských sídel na severu invazí kmene Venetů. Když podle Livia projevili Římané pochybnosti o správnosti vážení, měl Brennus se slovy „Vae victis!“ („Běda poraženým!“) přihodit na váhy svůj meč, takže Římané museli nakonec zaplatit ještě větší množství zlata. Tento legendární výrok citovali později mnozí starověcí autoři. Při ústupu měli být Galové údajně poraženi římským vojskem vedeným diktátorem Marcem Furiem Camillem. Tato událost je ale patrně pouhou Liviovou smyšlenkou, která měla zastřít míru římského ponížení. Ač byl Řím zcela vypálen, materiální škody Římanů nebyly natolik závažné jako způsobená psychická újma, neboť sebevědomí Římanů bylo vážně otřeseno. Strach z Galů zůstal ještě po desetiletí důležitým činitelem římské zahraniční politiky.
Podle některých teorií koordinoval Brennus svoji akci se syrakuským tyranem Dionýsiem I., jenž usiloval o vládu nad Sicílií. Řím tehdy vázaly těsné vztahy s Messanou, malým městem na severovýchodě ostrova, jež chtěl pod svoji kontrolu získat právě Dionýsios. Jakmile byli Římané zaměstnáni bojem s Brennem, mohl Dionýsios vést tažení proti Messaně zcela nerušeně.

## Etymologie
Vzhledem k tomu, že Brennus byl titul, který galští náčelníci přijímali v dobách války (v keltském jazyce znamená „Havran“), setkáváme se v historii s vícero Brenny, např. s keltským náčelníkem Brennem, který žil ve 3. století př. n. l. a vedl velkou keltskou výpravu na Balkánský poloostrov a spáchal sebevraždu po nezdařeném pokusu o vyplenění Apollónovy posvátné zahrady v Delfách.